# Брачано (езеро)
Брачано (на италиански: Lago di Bracciano, може да се срещне и формата Lago Sabatino, от латинското му име: Lacus Sabatinus) е езеро в Централна Италия.
Намира се на 30 км северозападно от град Рим в провинцията Рим в централна част на регион Лацио.
Езерото е наречено на град Брачано на югозападния му бряг. Езерото е вулканично по произход. Неговата площ е 57,5 км², а дълбочината му – 160 м.